# Россошанское сельское поселение (Воронежская область)
Россошанское сельское поселение — муниципальное образование в Репьёвском районе Воронежской области.
Административный центр — село Россошь.

## История
В годы Великой Отечественной войны на фронт из сельского совета было мобилизовано 179 человек, более половины из них не вернулись с войны — 94.

## Административное деление
В состав поселения входят 8 населённых пунктов:
- село Россошь;
- хутор Александровка 2-я;
- хутор Дружба;
- хутор Красная Поляна;
- село Одинцовка;
- хутор Репье;
- хутор Родники;
- хутор Токари.

## Население
Общая численность постоянно проживающего на территории сельского поселения населения по данным областного статистического управления равняется 1259 граждан (данные представлены по состоянию на 1 января 2009 года).
| 2010  | 2012  | 2013  | 2014  | 2015  | 2016  | 2017  |
| ----- | ----- | ----- | ----- | ----- | ----- | ----- |
| 1269  | ↘1212 | ↘1194 | ↘1175 | ↗1192 | ↗1223 | ↘1217 |
| 2018  |       |       |       |       |       |       |
| ↘1212 |       |       |       |       |       |       |

## Инфраструкутура
На территории Россошанского сельского поселения имеются: муниципальное образовательное учреждение Россошанская СОШ, сельская библиотека, социально-культурный досуговый центр, действующая православная церковь, два фельдшерско-акушерских пункта, отделения Федеральной Почтовой службы и Сбербанка.
Торговые и потребительские предприятия представлены тремя магазинами различного ассортимента, принадлежащими индивидуальным предпринимателям, а также четырьмя магазинами, принадлежащим Репьёвскому районному потребительскому обществу.